# Lockheed YF-12
El Lockheed YF-12 va ser un prototip d'interceptador americà desenvolupat per l'empresa Lockheed per la Força Aèria dels Estats Units d'Amèrica com a derivat de l'avió secret Lockheed A-12, que alhora derivada del conegut SR-71 Blackbird.

## Disseny i desenvolupament
A finals dels anys 50 la Força Aèria dels Estats Units buscava un substitut per l'F-106 Delta Dart. Com a part del programa Long Range Interceptor Experimental (LRI,X), es va escollir la proposta de l'F-108, un interceptor capaç d'assolir Mach 3. Tanmateix, es va cancel·lar el setembre del 1959. Llavors es va proposar un avió basat en l'A-12 que seria menys costós que l'XF-108, l'YF-12.
El primer YF-12A va volar el 7 d'agost de 1963. El president Lyndon B. Johnson va anunciar l'existència de l'avió el 24 de febrer de 1964. L'YF-12A va ser anunciat en part per continuar amagant l'A-12, el seu avantpassat encara secret.

## Variants
YF-12AVersió de pre-producció. Se'n van construir tres.
F-12BVersió de producció de l'YF-12A; cancel·lada abans que la producció pogués començar.

## Especificacions (YF-12A)

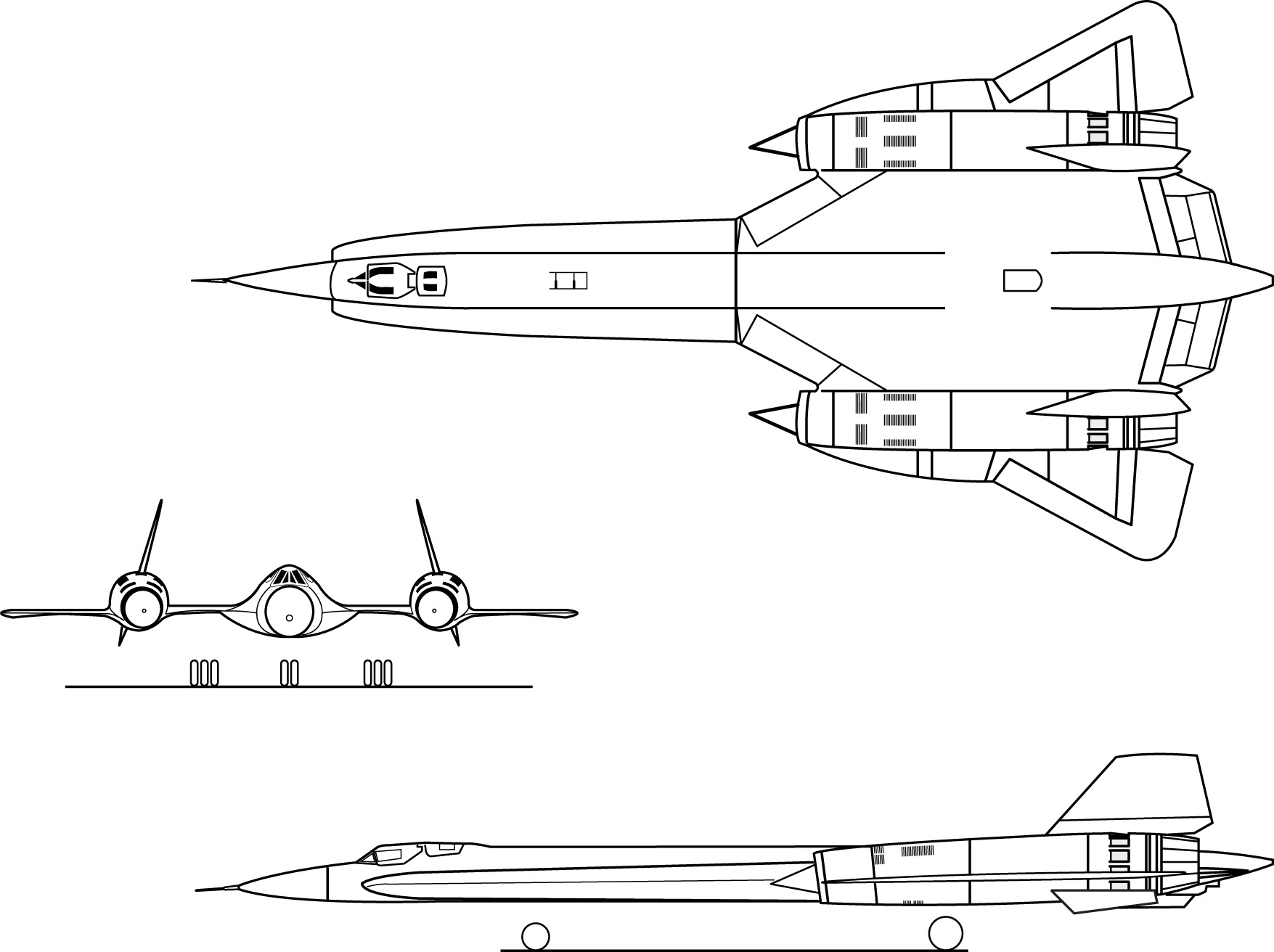
Vistes de l'YF-12

Dades de Lockheed's SR-71 'Blackbird' Family
Característiques generals
- Tripulació: 2
- Longitud: 30,97 m
- Envergadura: 16,95 m
- Alçada: 5,64 m
- Superfície de l'ala 167 m²
- Pes buit: 27.604 kg
- Pes carregat: 63.504 kg[3]
- Pes màxim d'enlairament: 56.200 kg
- Motor: 2× turborreactors amb postcremador Pratt & Whitney J58/JTD11D-20A
  - Impuls normal: 91,2 kN  cada un
  - Impuls amb postcremador: 140 kN cada un

 Rendiment 
- Velocitat màxima: 3.661 km/h[3]
- Abast: 4.800 km
- Sostre de servei: 27.400 m

Armament

- Míssils: 3× míssils aire-aire Hughes AIM-47A

## Aeronaus en exhibició
| Número de sèrie | Model  | Localització o destí                                                            |
| --------------- | ------ | ------------------------------------------------------------------------------- |
| 60-6934         | YF-12A | Transformat en SR-71C 64-17981 després dels danys pel foc el 1966               |
| 60-6935         | YF-12A | Museu nacional de la Força Aèria dels Estats Units, Wright-Patterson AFB (Ohio) |
| 60-6936         | YF-12A | Perdut, el 24 de juny de 1971                                                   |

L'únic YF-12A restant és al Museu Nacional de la Força Aèria dels Estats Units, a la Base Aèria de Wright-Patterson, a prop de Dayton (Ohio). L'"YF-12C" (de fet SR-71A, número de sèrie 61-7951) es troba al Museu de l'Aire de Pima (Arizona) a data del 2005.